# 力量哥
力量哥是2010年中国大陆的一位网络红人，出现于2010年3月猫扑大杂烩中一名叫“516116”的网友发布的帖子，是安徽省合肥市街头一名全身赤裸，挡在公路中央尝试抬起不同的汽车，并且不时高喊“给我力量”的不明中年男子。

## 事件发展
2010年3月14日，该男子在合肥街头全身赤裸，挡在公路中央，尝试将过往的车辆抬离地面，并呼喊“给我力量”，引起交通拥堵以及过往市民围观。被阻拦的车辆的驾驶员打电话报警，随后警察和急救人员赶到劝说该男子离开，男子一度躲入警车底下，经过众人配合才送到救护车上。
事件被围观的人拍摄下来并上传到互联网上，被转贴到百度贴吧、红网论坛等网站，吸引了数十万人浏览，被称为“力量哥”。

## 后续讨论
该男子此举动的原因众说纷纭，有人认为是行为艺术，也有人推测可能是赌博输钱引起了精神问题。